# Aranyváros (film, 1940)
Az Aranyváros (Virginia City) 1940-ben bemutatott fekete–fehér amerikai westernfilm Kertész Mihály rendezésében. 
Premierje Virginia City-ben (Nevada) volt 1940. március 16-án. Magyarországon 1940. november 14-én mutatták be.
Ezzel a filmjével a rendező egy évvel korábban készített westernje, A holnap hősei (Dodge City) óriási sikerét kívánta megismételni. Ugyanazzal a stábbal dolgozott, a forgatókönyvíró személye sem változott. Bár az előző film végén a főhőst Virginia City-be küldik rendet teremteni, ez a történet teljesen önálló, nem az előző folytatása.

## Cselekménye
Az amerikai polgárháború utolsó évében Kerry Bradford, az északiak (az Unió) tisztje megszökik a déliek (a Konföderáció) Vance Irby parancsnok által működtetett börtönéből. Megtudta ugyanis, hogy az Unió kezén lévő Virginia City-ből a déliek támogatói ötmillió dollárt aranyban terveznek kicsempészni és a Konföderáció megsegítésére Texas-ba, majd Richmond-ba juttatni. A hírt jelenti a parancsnokságnak és utasításukra Virginia City-ba utazik. 
A postakocsiban megismerkedik Julia Hayne-nel, aki egy mulatóban táncosnő, de valójában a déliek javára kémkedik. Egyik sem tudja, hogy a másik mi járatban van, és egymásba szeretnek. Julia azonban rájön, hogy Kerryt az aranyszállítmány érdekli, és a férfit a városban tartózkodó Vance Irby kezére adja. A déliek ugyanis Irby-t, a volt börtönparancsnokot bízták meg az aranykaraván vezetésével. Irby lefizeti a bandavezér Murellt, hogy egy elterelő csellel sikerüljön az északiak kezén lévő városból kicsempészni az aranyat. Terve sikerül, és Irby a karavánnal nekivág a pusztának, hogy kerülő úton eljuttassa délre a szállítmányt. 
Murell bandájával megtámadja a karavánt, hogy megkaparintsa az aranyat. Előzőleg Kerry ismét megszökött Irby fogságából, de követte és utol is éri a karavánt. Velük harcol a banditák ellen és a halálos sebet kapott Irbytől átveszi a parancsnokságot. Mivel tudja, hogy másnap Murell banditái támadnak és az uniós csapat is megérkezik, éjszaka leveszi az aranyat a kocsikról és a kanyonban elrejti. A karavánnal tartó Julia attól tart, hogy a férfi az északiaknak rejtegeti az aranyat, pedig Kerry a délieknek akarja adni, de nem a háború, hanem a háború utáni újjáépítés céljára. Megérkezik az északiak csapata, Murellt leverik, Kerryt pedig haditörvényszék elé állítják és halálra ítélik, mert megtagadja az arany kiadását. Julia azonban Lincoln elnöktől kér kegyelmet, aki kérését a békekötés napján teljesíti.

## Szereplők
- Errol Flynn – Kerry Bradford kapitány
- Miriam Hopkins – Julia Hayne
- Randolph Scott – Vance Irby kapitány
- Humphrey Bogart – John Murrell
- Frank McHugh – Mr. Upjohn
- Alan Hale – Olaf 'Moose' Swenson  jávorszarvas
- Guinn 'Big Boy' Williams – 'Marblehead'
- John Litel – Thomas Marshall
- Douglass Dumbrille – Drewery őrnagy
- Moroni Olsen – Dr. Robert Cameron
- Russell Hicks – John Armistead
- Dickie Jones – Cobby Gill
- Frank Wilcox – katona
- Russell Simpson – Frank Gaylord
- Victor Kilian – Abraham Lincoln
- Charles B. Middleton – Jefferson Davis